# Tiberiu Căpușă
Tiberiu Ionuț Căpușă (sinh ngày 6 tháng 4 năm 1998) là một cầu thủ bóng đá người România thi đấu ở vị trí hậu vệ cho Viitorul Constanța.